# Peter White (Schauspieler)
Peter White (* 10. Oktober 1937 in New York City; † 1. November 2023) war ein US-amerikanischer Schauspieler.

## Leben und Karriere
Peter White studierte von 1955 bis 1959 an der Northwestern University, wo er einen Bachelor of Science erwarb. Anschließend wandte er sich jedoch der Schauspielerei zu und studierte bis 1962 an der Yale School of Drama. White arbeitete zunächst als Schauspieler in kleineren Theaterproduktionen. Seine erste bedeutende Rolle hatte er Ende der 1960er-Jahre als verheirateter Anwalt auf einer Schwulenparty im erfolgreichen Off-Broadway-Stück The Boys in the Band, diese Rolle spielte er auch in der gleichnamigen Verfilmung unter Regie von William Friedkin. Anschließend war White in insgesamt über 80 Film- und Fernsehproduktionen zu sehen, wobei der früh ergraute Schauspieler überwiegend seriös auftretende oder hochgestellte Figuren wie Politiker, Richter oder Professoren verkörperte. So war er beispielsweise 2000 in dem Politthriller Thirteen Days als Regierungsbeamter John McCone zu sehen. Dem amerikanischen Fernsehpublikum wurde White auch durch seine über 30 Jahre währende Rolle als Linc Tyler in der Seifenoper All My Children bekannt. 
Zuletzt trat er schauspielerisch 2016 in Erscheinung. White starb am 1. November 2023 im Alter von 86 Jahren an einer Hautkrebserkrankung.

## Filmografie (Auswahl)
Kino- und Fernsehfilme
- 1970: Die Harten und die Zarten (The Boys in the Band)
- 1971: Fünf Finger geben eine Faust (The Pursuit of Happiness)
- 1973: Blade – Der Kontrabulle (Blade)
- 1983: Eine Frau schreit nach Leben (I Want to Live, Fernsehfilm)
- 1990: Tochter der Nacht (Daughter of the Streets, Fernsehfilm)
- 1991: Keiner kommt hier lebend raus (Diary of a Hitman)
- 1993: Dave
- 1996: Mr. Wrong – Der Traummann wird zum Alptraum (Mr. Wrong)
- 1996: Meine Mutter und ich (Mother)
- 1997: Im Sog der Gier (Weapons of Mass Distraction, Fernsehfilm)
- 1997: Flubber
- 1998: Armageddon – Das jüngste Gericht (Armageddon)
- 1999: Zwillinge verliebt in Paris (Passport to Paris)
- 2000: Thirteen Days
- 2004: First Daughter – Date mit Hindernissen (First Daughter)
- 2005: Arnold – Sein Weg nach oben (See Arnold Run, Fernsehfilm)
- 2006: Denn du bist bei mir (Though None Go with Me, Fernsehfilm)
- 2016: And Punching the Clown / Alternativtitel: Punching Henry

Fernsehserien
- 1968: Heiße Spuren (N.Y.P.D., Folge 2x08)
- 1970: The Bold Ones: The Senator (Folge 1x03)
- 1971: Love is a Many Splendored Thing (258 Folgen)
- 1973: Cannon (Folge 3x09 Tod eines Fotomodells)
- 1976–2005: All My Children (Seifenoper, wiederkehrende Rolle, unbekannte Folgenanzahl)
- 1981: Polizeirevier Hill Street (Hill Street Blues, Folge 1x13)
- 1981: The Greatest American Hero (Folge 1x05)
- 1982: Falcon Crest (2 Folgen)
- 1983: Hart aber herzlich (Hart to Hart, Fernsehserie, Folge 4x13 Schnüffeleien)
- 1983/1984: Der Denver-Clan (Dynasty; 2 Folgen)
- 1984: Unter der Sonne Kaliforniens (Knots Landing, 2 Folgen)
- 1984: Simon & Simon (2 Folgen)
- 1984–1991: Dallas (6 Folgen)
- 1985: Mode, Models und Intrigen (Cover Up, Folge 1x14)
- 1985: Die Fälle des Harry Fox (Crazy like a Fox, Folge 2x04)
- 1985: Agentin mit Herz (Scarecrow and Mrs. King, Folge 3x06)
- 1985–1986: Die Colbys – Das Imperium (The Colbys, 16 Folgen)
- 1986: Matlock (Folge 1x01)
- 1987/1990: Hunter (2 Folgen)
- 1988: L.A. Law – Staranwälte, Tricks, Prozesse (L.A. Law, Folge 2x18 Tödliches Kreuzverhör)
- 1988: Superboy (Folge 1x01 Der Fluch des Juwels)
- 1988: Mann muss nicht sein (Designing Women, Folge 3x02)
- 1989: Inspektor Hooperman (Hooperman, Folge 2x05)
- 1989: Wer ist hier der Boss? (Who’s the Boss?, Folge 5x16 Sinatras größter Fan)
- 1991–1996: Ein Strauß Töchter (Sisters, 14 Folgen)
- 1992: Alles Okay, Corky? (Life Goes On, 2 Folgen)
- 1994: Star Trek: Deep Space Nine (Folge 2x13 Das Harvester-Desaster)
- 1995: Mord ist ihr Hobby (Murder, She Wrote, Folge 12x11 Unfreiwillige Zeugin)
- 1997: Verrückt nach dir (Mad About You, Folge 6x04 Shopping mit Onkel Phil)
- 1998: Profiler (2 Folgen)
- 1999: Ally McBeal (Folge 2x16 Sex, Lügen und Politik)
- 1999: Akte X – Die unheimlichen Fälle des FBI (The X-Files, Folge 6x15 Arkadien)
- 2000: The West Wing – Im Zentrum der Macht (2 Folgen)
- 2000: JAG – Im Auftrag der Ehre (JAG; Folge 6x08 Phönix – Teil 2)
- 2001/2003: Strong Medicine: Zwei Ärztinnen wie Feuer und Eis (Strong Medicine, 2 Folgen)
- 2002: New York Cops – NYPD Blue (NYPD Blue, 2 Folgen)
- 2007: Cold Case – Kein Opfer ist je vergessen (Cold Case, Folge 5x04 Teufelsmusik)
- 2008: Saving Grace (Folge 2x01)